# أحمد مختار باشا
أحمد مختار باشا أو الغازي مختار باشا (ت 1919) قائد تركي، ولد ببورصة، كان والي اليمن، ولقب بالغازي لاستبساله في الدفاع عن إقليم قرص شرقي آسيا الصغرى، وعن أرضروم في أثناء الحرب التركية الروسية (1876 ـ 1878).
حمل الصدارة العظمى لفترة عام 1912 م.

## روابط خارجية
- أحمد مختار باشا على موقع ميوزك برينز (الإنجليزية)